# Abolizione della tratta degli schiavi

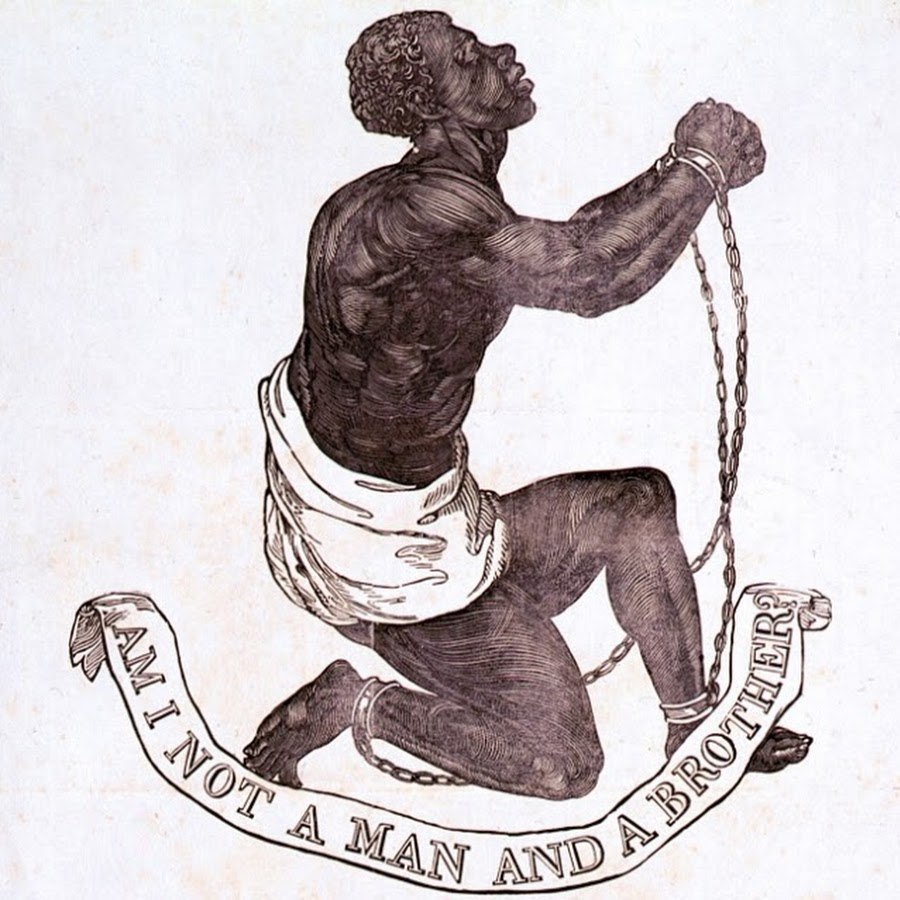
Medaglione ufficiale della Società Britannica contro lo Schiavismo, 1795

L'abolizione della tratta degli schiavi si riferisce all'approvazione, con iniziative sia nazionali che sovranazionali, di leggi che hanno vietato il commercio di schiavi, ma non la schiavitù in sé.

## Primi accenni abolizionisti
La Repubblica di Venezia nel 960, con la promissione ducale del ventiduesimo Doge di Venezia, Pietro IV Candiano, formalmente vieta il commercio di schiavi, mentre di fatto esso continua fino a tutto il XVII secolo. La promissione infatti proibisce il commercio di schiavi cristiani, offrendo ampia facoltà di manovra al commercio, come dimostra la memorialistica successiva:
(Peter Spufford, Il mercante nel Medioevo. Potere e profitto, Istituto Poligrafico e Zecca dello Stato, Roma 2005, p. 339)

## Abolizione negli imperi coloniali
Nel 1750 Sebastião José de Carvalho e Melo abolì lo schiavismo nei confronti dei nativi delle colonie portoghesi. In epoca moderna una svolta di portata mondiale nel processo di abolizione avvenne nei paesi occidentali, dove – coerentemente con gli ideali umanitari veicolati dall'Illuminismo – si affermò l'idea di una soppressione universale della tratta e della schiavitù, senza più distinzioni su basi religiose o nazionali. Il primo paese che andò in questa direzione fu il Regno di Danimarca, che abolì la tratta con un atto promulgato nel 1792 e divenuto effettivo nel 1803. Nel Regno Unito, dopo 7 proposte di legge presentate da William Wilberforce (con l'appoggio di Thomas Clarkson) a partire dal 1792, il 25 marzo 1807 il Parlamento approvò lo Slave Trade Act, effettivo dal 1º gennaio 1808, innescando così un processo che avrebbe portato all'abolizione da parte delle altre potenze coloniali. A partire dalla stessa data il commercio degli schiavi con l'estero veniva proibito anche dagli Stati Uniti.
In Francia la schiavitù, e conseguentemente la tratta, era stata abolita ai tempi della Convenzione con decreto n. 2262 del 4 febbraio 1794 (16 piovoso anno II). Essa era stata tuttavia reintrodotta dopo il 18 brumaio da Napoleone. (→ Problema della schiavitù e della discriminazione razziale nella rivoluzione francese)
Concluse le guerre napoleoniche, la diplomazia britannica perorò la causa abolizionista nei consessi internazionali. Nel trattato del 30 maggio 1814 concluso a Parigi tra la Francia e la Gran Bretagna, furono assunti da parte francese impegni formali di abolizione della tratta, seguiti poi da analoghi impegni da parte dei Paesi Bassi (15 giugno 1814).
Nel frattempo, al Congresso di Vienna all'allegato 15 dell'Atto finale (8 febbraio 1815) venne sottoscritta una Dichiarazione contro la tratta dei negri.
La Royal Navy britannica venne impiegata attivamente per contrastare il commercio di schiavi attraverso l'Oceano Indiano e l'Atlantico.
La questione rimase per 15 anni un tema di discordia tra le diplomazie europee, in particolare tra Gran Bretagna e Francia, con Spagna e Portogallo allineate inizialmente sulle posizioni francesi. Successivamente, il Portogallo, con un trattato del 28 luglio 1817, e la Spagna, con un trattato del 23 ottobre 1817, scelsero l'abolizione.
La Conferenza di Londra del 4 dicembre 1817 non ottenne lo scopo, ma lord Castlereagh sollevò nuovamente la questione al Congresso di Aquisgrana, nel novembre 1818, che tuttavia arrivò solo ad una blanda dichiarazione di principio.
Al Congresso di Verona nel 1822 si arrivò ad una più impegnativa Dichiarazione relativa all'abolizione della tratta dei negri. Anch'essa, però, non andava oltre una vaga genericità.
Fu solo l'isolamento diplomatico della Francia, in conseguenza dell'impresa algerina (1830), a rompere gli equilibri; per ricostruirli Parigi accettò il 30 novembre 1830 una "Convenzione intesa a rendere più efficaci i mezzi di repressione della tratta dei negri".
A metà del XIX secolo il traffico nell'Atlantico era stato debellato. La lotta allo schiavismo, secondo alcuni, fu usata anche come pretesto dagli europei per la loro espansione coloniale in Africa (la cosiddetta corsa all'Africa): più in generale, "l’Africa e altri paesi erano aperti a sgradevoli disparità di trattamento: si distinguevano il libero e lo schiavo, le etnie egemoni e quelle subalterne, i nobili e i comuni, gli appartenenti alle varie caste e i sottocasta. Il colonizzatore si impegnò per l’abolizione della schiavitù (per ciò che riguarda l’Africa, il vincolo giuridico venne posto dalla conferenza internazionale di Bruxelles del 1890). Quanto alle altre disuguaglianze, il colonizzatore le erose anche perché non le capiva e perciò le ignorava".

## Abolizione negli altri paesi
Alla fine del XIX secolo, tutta l'Africa era stata spartita in colonie, e praticamente tutti i regimi coloniali avevano imposto l'abolizione della schiavitù. Nel continente africano tuttavia il commercio continuava in paesi come l'Etiopia, che lo proibì solo nel 1932 (schiavitù abolita definitivamente con la conquista italiana, bando di Emilio De Bono del 14 ottobre 1935).
Un'altra pietra miliare fu la Dichiarazione universale dei diritti umani del 1948, il cui articolo 4 vietava la schiavitù in tutte le sue forme.
Il primo paese arabo-musulmano ad abolire la tratta degli schiavi fu la Tunisia nel 1846, ma ciò avvenne di fatto solo nel 1881, con l'occupazione francese. Yemen e Arabia Saudita l'abolirono nel 1962. La Mauritania, nel 1980, è stato l'ultimo paese ad abolire ufficialmente ogni forma di schiavitù. Il fenomeno sembra invece essere tornato prepotentemente in auge a partire dagli anni 2000, tanto da far nascere un movimento politico detto Iniziativa per la Rinascita del Movimento Abolizionista, guidato dal politico e attivista Biram Dah Abeid, soprannominato "il Mandela della Mauritania".

## Cronologia dell'abolizione
| Data    | Paese                                  | Evento |
| ------- | -------------------------------------- | --- |
| 1803    | Danimarca-Norvegia                     | Il 1º gennaio entra in vigore l'abolizione della tratta decisa nel 1792.                                                         |
| 1807    | Regno Unito di Gran Bretagna e Irlanda | Il Parlamento approva lo Slave Trade Act, l'abolizione della tratta.                                                             |
| 1808    | Stati Uniti d'America                  | Il 1º gennaio entra in vigore l'abolizione della tratta votata dal Congresso nel 1807.                                           |
| 1813    | Regno di Svezia                        | Abolizione della tratta. |
| 1814    | Regno Unito dei Paesi Bassi            | Abolizione della tratta. |
| 1817–42 | Regno del Portogallo                   | Conformemente a quanto sottoscritto al Congresso di Vienna, seguono accordi bilaterali con il Regno Unito per vietare la tratta. |
| 1817–42 | Regno di Spagna                        | Conformemente a quanto sottoscritto al Congresso di Vienna, seguono accordi bilaterali con il Regno Unito per vietare la tratta. |
| 1827    | Regno di Francia                       | Abolizione della tratta. |
| 1850    | Impero del Brasile                     | Abolizione della tratta. |
| 1851    | Lagos                                  | Abolizione della tratta. |
| 1873    | Sultanato di Zanzibar                  | Con un accordo, il Regno Unito impone la fine della tratta.                                                                      |
| 1877    | Chedivato d'Egitto                     | Accordo con il Regno Unito per la soppressione della tratta (Anglo-Egyptian Slave Trade Convention).                             |
| 1890    | Impero ottomano                        | Sottoscrizione degli atti finali della Conferenza di Bruxelles contro la tratta e la schiavitù.                                  |
| 1927    | Regno del Neged e dell'Hegiaz          | Con il Trattato di Gedda il Regno Unito impone anche l'abolizione della tratta.                                                  |